# Sonny Rhodes

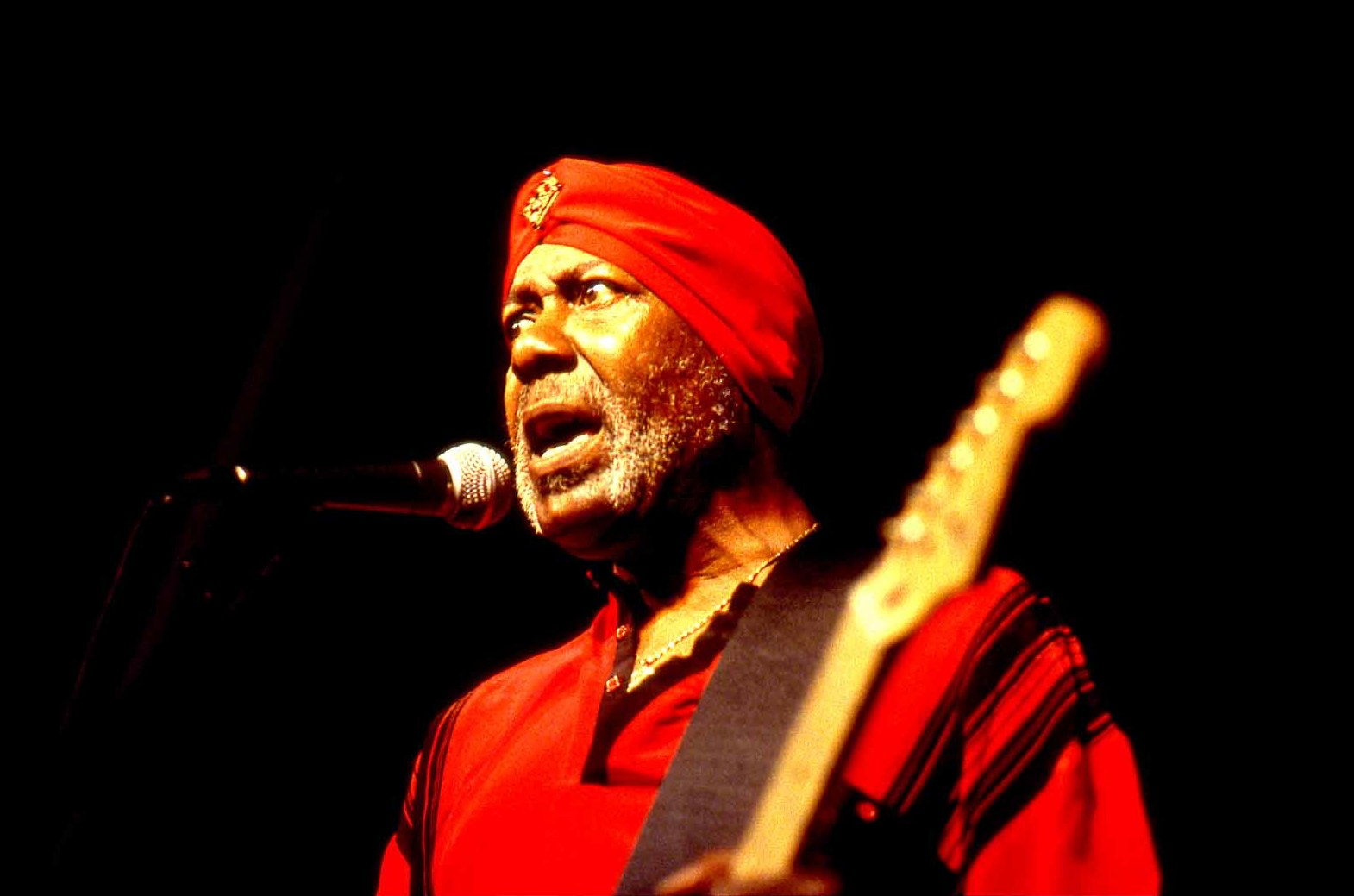
Sonny Rhodes 2006

Sonny Rhodes (* 3. November 1940 als Clarence Edward Smith in Smithville, Texas; † 14. Dezember 2021) war ein US-amerikanischer Bluessänger, Bassist und Lap-Steelgitarrist.

## Biographie
Rhodes wurde als sechstes und letztes Kind eines Pächterehepaares in Smithville, Texas, geboren. Seine erste Gitarre bekam er mit acht Jahren zu Weihnachten, aber erst mit zwölf begann er sich dem Blues zuzuwenden. In den späten 1950er-Jahren trat er mit seiner ersten Band, Clarence Smith & the Daylighters, in Smithville und im nahegelegenen Austin auf.
Als seine musikalischen Einflüsse bezeichnete er T-Bone Walker, Pee Wee Crayton und B. B. King.
Nach dem Abschluss der Highschool ging er zur Marine, wo er in Kalifornien stationiert war. Hier arbeitete er beim Radio und als Discjockey auf den Marineschiffen. Zu dieser Zeit lernte er Bassgitarre zu spielen, die er auch als Begleitmusiker von Freddie King und Albert Collins spielte. Nach seiner Marinezeit nahm er für verschiedene Plattenfirmen, darunter auch seiner eigenen Firma Rhodesway Records, Alben auf. 1976 kam er nach Europa und nahm Platten bei verschiedenen Firmen auf, war aber wenig erfolgreich. 1989 spielte er für die Dokumentation "Living Texas Blues" (Regie: Les Blank, Alan Govenar) seinen Cigarette Blues.

## Andere Arbeiten
- Rhodes nahm die Titelmelodie (The Ballad of Serenity) für die amerikanische TV-Serie Firefly – Der Aufbruch der Serenity auf.
- Sechsmal trat er beim San Francisco Blues Festival auf, auf dem Musicamdo Jazz and Blues Festival 2005 und dem Fresno Blues Festival 2007.

## Auszeichnungen
Elf Nominierungen für die Blues Music Awards

## Diskographie seit Beginn der 1990er-Jahre
- 1991 Disciple of the Blues
- 1992 Livin' Too Close to the Edge
- 1994 The Blues Is My Best Friend
- 1995 Just Blues
- 1996 Won't Rain in California
- 1996 Out of Control
- 1997 I Don't Want My Blues Colored Bright
- 1997 Born to Be Blue
- 1997 In Europe
- 1999 Blue Diamond
- 2001 Good Day to Sing & Play the Blues
- 2009 I'm Back Again Feelin' Good